# 尺骨神経
尺骨神経（しゃっこつしんけい，英語: ulnar nerve）は、人体解剖学における尺骨の傍を走る神経組織である。
人体解剖学的には、脊髄神経から分岐し上腕・前腕・手へ繋がる腕神経叢に由来する橈骨神経、正中神経と並ぶやや径の大きな神経である。上腕部においては、上腕部尺骨神経溝、前腕部においては、尺骨に沿って内側を走行する。背側指神経、総掌側指神経、固有掌側指神経に分枝する。
肘部管やギヨン管など組織の狭隘部において圧迫、牽引による損傷を受けやすい（絞扼性神経障害）。

## 支配筋
- 短母指屈筋（正中神経と尺骨神経の二重神経支配）
- 母指内転筋
- 小指外転筋
- 短小指屈筋
- 小指対立筋
- 短掌筋
- 深指屈筋（正中神経と尺骨神経の二重神経支配）
- 虫様筋（正中神経と尺骨神経の二重神経支配）
- 尺側手根屈筋
- 背側骨間筋
- 掌側骨間筋

## 尺骨神経麻痺
尺骨神経が麻痺し、手のしびれや筋力低下が生じ、細かい指の動きが鈍くなる病気。。
原因としては胸郭出口症候群、肘部管症候群、ギヨン管症候群、骨折、脱臼、睡眠中の圧迫などが挙げられる。
症状としては鷲手、小指球筋萎縮、骨間筋萎縮、中・末節屈曲位、指内外転不能などの運動麻痺。手掌手背尺側半の皮膚の知覚異常。
治療穴は小海穴、支正穴、少海穴、神門穴がある。

## 鑑別
・ティネル徴候
・フローマン徴候